# Первомайський сільський округ (Астраханський район)
Первома́йський сільський округ (каз. Первомайка ауылдық округі, рос. Первомайский сельский округ) — адміністративна одиниця у складі Астраханського району Акмолинської області Казахстану. Адміністративний центр — село Первомайка.
Населення — 2059 осіб (2021; 2693 у 2009, 2742 у 1999, 3456 у 1989).
Станом на 1989 рік існували Комишенська сільська рада (село Комишенка) та Первомайська сільська рада (села Лозове, Первомайка), 1993 року вони утворили Первомайський сільський округ. Пізніше було виділено Комишенський сільський округ (село Комишенка), однак 2009 року він був ліквідований і село Комишенка повернулось до складу Первомайського сільського округу.

## Склад
До складу округу входять такі населені пункти:
| Населений пункт  | Колишні назви | Населення, осіб (1989) | Населення, осіб (1999) | Населення, осіб (2009) | Населення, осіб (2021) |
| ---------------- | ------------- | ---------------------- | ---------------------- | ---------------------- | ---------------------- |
| Комишенка, село  | -             | 1108                   | 944                    | 908                    | 635                    |
| Лозове, село     | -             | 459                    | 413                    | 397                    | 344                    |
| Первомайка, село | -             | 1889                   | 1385                   | 1388                   | 1080                   |